# Ormož
Ormož este un oraș din comuna Ormož, Slovenia, cu o populație de 2.151 de locuitori.